# Ein-Kind-Politik

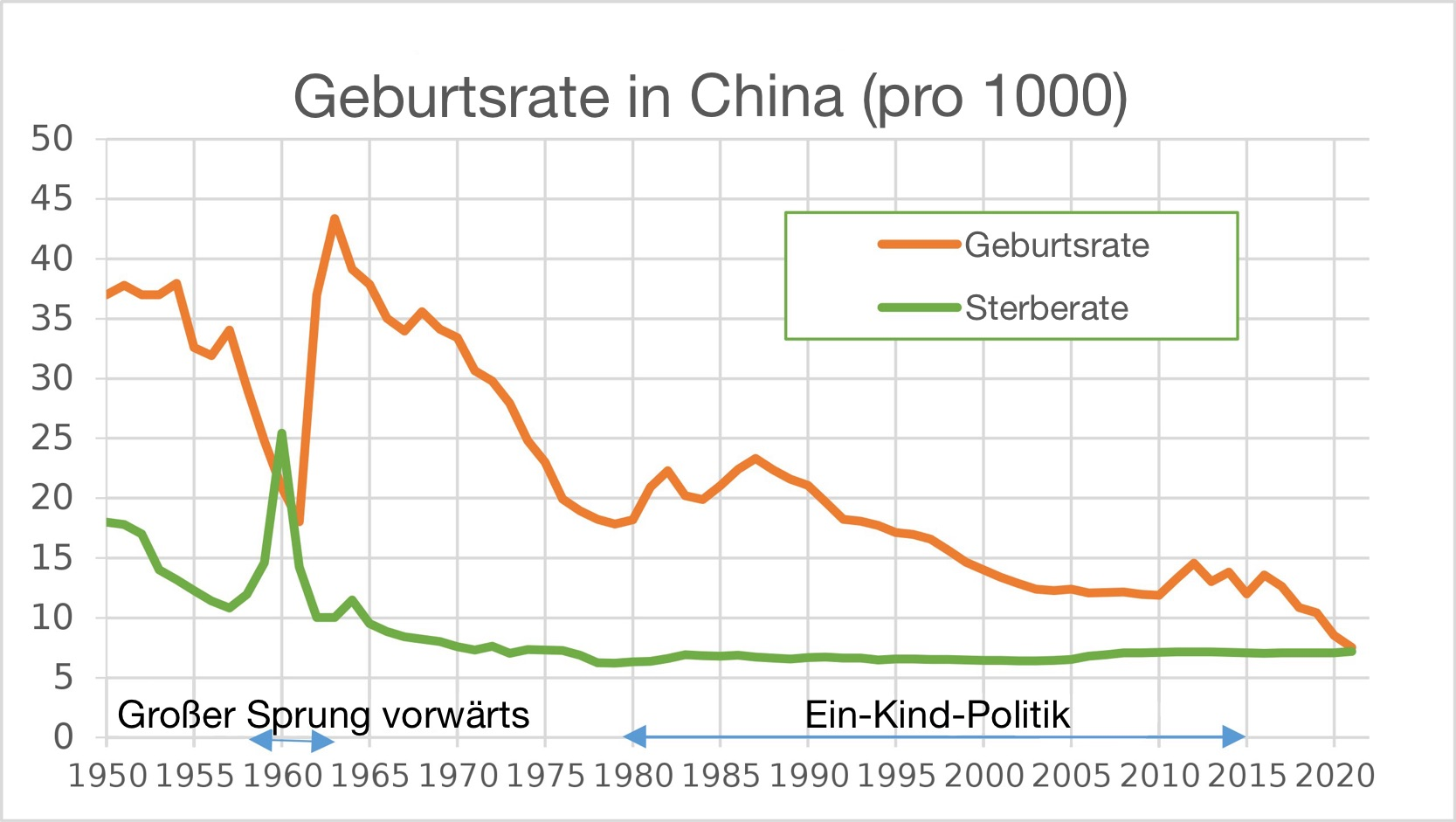
Geburten- und Sterberate in China von 1950 bis 2014.

Die Ein-Kind-Politik (chinesisch 一孩政策, Pinyin Yīhái Zhèngcè) war eine Politik zur Kontrolle des Bevölkerungswachstums in der Volksrepublik China, nach der eine Familie nur ein Kind haben durfte. Vorläufer waren diverse Anläufe ab den 1960er Jahren, die Kinderzahl auf zwei zu begrenzen. Die Durchsetzung der Ein-Kind-Politik war von Beginn an sehr löchrig und es gab im Laufe der Zeit immer mehr Ausnahmeregelungen, z. B. für Angehörige von Minderheiten, die Landbevölkerung etc. Auch die Statistik darüber war/ist trotz mehrerer parallel betriebener Erfassungssysteme sehr ungenau und motivationsgetrieben. In den 1980er Jahren wurde so aus der offiziellen Ein-Kind-Vorgabe eine interne Planzahl von 1,5 bis 1,7, die zudem nicht eingehalten werden konnte. Bis 1990 soll die Zahl bei 2,2 bis 2,3, in einzelnen Jahren bei über 2,5 Geburten pro Frau gelegen haben.
Vor allem aus Sorge vor einer Überalterung der Gesellschaft (besonders in den Städten) wurde ab Anfang 2016 die Politik generell auf zwei Kinder gelockert. Nachdem dies zu keinem nennenswerten Anstieg der Geburtenzahl geführt hatte, wurde Ende Mai 2021, unmittelbar nach der Veröffentlichung von aktuellen Volkszählungsergebnissen, die weitere Lockerung auf generell drei Kinder pro Paar angekündigt. Im August 2021 wurde die Änderung beschlossen.

## Vorgeschichte
Hungersnöte, Naturkatastrophen, fehlende medizinische Versorgung und Kriege hielten jahrhundertelang die Zunahme der chinesischen Bevölkerung in Grenzen, gleichzeitig stieg der Wohlstand, sodass dieser Mitte des 18. Jahrhunderts den der europäischen Landbevölkerung übertraf. Ab etwa Mitte des 19. Jahrhunderts verschlechterte sich die Lage durch innere Schwäche und unter dem Einfluss des Kolonialismus. Mit der Stabilisierung zumindest der politischen Situation nach 1949 begann ein explosionsartiges Bevölkerungswachstum. Dies wurde zunächst auch begrüßt, obwohl es auch immer wieder Versuche gab, dieses einzudämmen. Erst nach dem Tod Mao Zedongs begann ein endgültiges Umdenken und es wurde die Ein-Kind-Politik 1979 zunächst auf Provinzebene und 1980 auf nationaler Ebene eingeführt.
| Jahr           | 1700    | 1800    | 1850    | 1935    | 1951 | 1961 | 1971 | 1981 | 1991 | 2001 | 2011 | 2021 |
| -------------- | ------- | ------- | ------- | ------- | ---- | ---- | ---- | ---- | ---- | ---- | ---- | ---- |
| Bevölkerung    | ca. 100 | ca. 300 | ca. 413 | 460–480 | 570  | 671  | 849  | 1014 | 1193 | 1299 | 1377 | 1445 |
| davon weiblich |         |         |         |         | 274  | 325  | 413  | 494  | 581  | 632  | 669  | 704  |
| davon männlich |         |         |         |         | 296  | 346  | 436  | 520  | 612  | 667  | 707  | 741  |

Bis 1935 gemäß den Daten des Berlin-Institut für Bevölkerung und Entwicklung, ab 1935 mit den Daten der Hauptabteilung Wirtschaftliche und Soziale Angelegenheiten der Vereinten Nationen (UN DESA).
Zum Vergleich: 2011 lebten 80,9 Mio. Einwohner in Deutschland.
Hierbei ist anzumerken, dass die Bevölkerungsdichte Chinas geringer ist als die vieler europäischer Staaten. Da große Teile des Landes aber Wüsten oder Gebirge sind, ist die Bevölkerung in China auf einzelne Gebiete konzentriert.

## Gründe
Zwischen 1980 und 2016 konnte in China der landwirtschaftliche Ertrag pro Hektar verdoppelt werden, gegenwärtig (2021) ernährt China 22 % der Weltbevölkerung aus 7 % der Ackerflächen und ist damit in der Lage, sich zumindest bei Grundnahrungsmitteln annähernd selbst zu versorgen. Allerdings ist China auch in Normalzeiten (also ohne größere Naturkatastrophen im Land) zu einem bedeutenden Nachfrager von landwirtschaftlichen Produkten aufgestiegen, z. B. importierte es 2017 zwei Drittel des Weltmarktes an Soja, ein Viertel der deutschen Schweinefleischexporte gehen nach China. Im Falle größerer Ernteausfälle in China und aufgrund seines heutigen Wohlstands und der hohen Bevölkerungszahl stellt es damit eine potenzielle Bedrohung für die Ernährungssicherheit in ärmeren Staaten dar. China ist bemüht, neue Agrarprodukte stärker anzubauen und beim Verbraucher zu popularisieren. 2017 war es z. B. bereits der weltweit größte Kartoffelproduzent und will seitdem Anbaufläche und Produktion noch einmal verdoppeln. Waren zur Jahrtausendwende noch ca. 9 % der Bevölkerung unterernährt, so ist dieser Wert für 2017 bis 2019 auf unter 2,5 % zurückgegangen, einseitige (Mangel-)Ernährung ist aber noch verbreitet, wenn auch mit abnehmender Tendenz. Die Ernährungssicherheit in China wird deshalb auch heute noch als kritisch eingestuft. Hinzu kommt, dass bislang nur ca. 400 bis 600 Millionen Bewohner der Ostküste und der großen Städte an dem „Wirtschaftswunder“ teilhaben, die restlichen Bewohner Chinas werden im Laufe der Zeit ebenfalls eine höherwertige Ernährung anstreben oder einfordern.
In den 1970er Jahren war die überaus positive wirtschaftliche Entwicklung in China nicht vorhersehbar. Auch bei den damals positivsten Annahmen, durchaus ärmlicher Nahrungsmittelversorgung der Bevölkerung und ungebremstem Bevölkerungswachstum wären regelmäßige Hungersnöte in China unausweichlich gewesen. Das Bevölkerungsoptimum aus ökonomischer und ökologischer Sicht wurde Mitte der 1990er Jahre bei 700 Millionen Menschen gesehen, damals lag die Bevölkerung aber bereits 75 bis 80 % darüber. Unter diesen Rahmenbedingungen wurde die Ein-Kind-Politik für die Mehrheitsbevölkerung beschlossen.

## Maßnahmen und Durchsetzung
Die Ein-Kind-Politik wurde 1979 zunächst auf Provinzebene, 1980 dann landesweit mit diesen Regeln eingeführt:
- Das Mindest-Heiratsalter wurde für Frauen auf 20 Jahre, für Männer auf 22 Jahre festgesetzt.
- Für die Heirat wurde eine Erlaubnis benötigt. Die Frau musste außerdem nachweisen, dass sie mit der Empfängnisverhütung vertraut war.
- Allen Ehepaaren der Mehrheitsbevölkerung wurde es nur noch erlaubt, ein Kind zu haben. Ausgenommen von dieser Regelung waren nur die vielen Minderheiten in China.
- Es gab ein eigenes Amt für Bevölkerungskontrolle, bei dem ein Kind vorher beantragt werden musste.
- Betriebe – teilweise auch Wohngebiete – bekamen Geburtenquoten zugeteilt. Dabei haftete nicht nur der Einzelne, sondern der gesamte Betrieb für deren Einhaltung.

China ist seit 1949 eine Volksrepublik unter kommunistischer Herrschaft, entsprechend rigoros wurde der Beschluss zur Ein-Kind-Familie zumindest in den allerersten Jahren oder in Einzelfällen umgesetzt. Betriebe, Nachbarn und Blockwarte (in der DDR: ABVs) wurden zum Durchsetzen der Ziele eingebunden. Eheleuten, die sich nicht an die Regeln hielten, drohte eine Geldstrafe und zahlreiche Sanktionen wie z. B. der Verlust von Arbeitsplatz oder Wohnung, sozialer Druck, bis hin zu Zwangsabtreibungen und Zwangssterilisationen in einzelnen Fällen.
Andererseits gab es von Beginn an große Widerstände und Durchsetzungsprobleme auf allen Ebenen. So wurde das Heiratsalter um 3 bis 5 Jahre gesenkt gegenüber früheren Regelungen, vermutlich um den verbreiteten Frühehen entgegenzuwirken (obwohl dies erheblichen Einfluss auf die demographische Entwicklung hat). Bereits um 1984/85 war der Ausnahmenkatalog für ein erlaubtes Zweitkind auf 17 Tatbestände (einschließlich: die erste Geburt lag vier Jahre zurück) angewachsen, zusätzlich gab es immer eine bedeutende Zahl ungenehmigter Geburten. Bis 1991 war das Amt für Bevölkerungskontrolle auf dem Land unterhalb der Kreisebene nur durch nebenberufliche Helfer repräsentiert, das System war chronisch massiv unterfinanziert und durch viele beteiligte Akteure in einem Kompetenz-Wirrwarr gefangen. Auf dem Land wurde im Wesentlichen die reale Entwicklung administrativ nachvollzogen und beschränkte sich darauf, Zweit-, Dritt- oder Viertgeburten zu vermeiden. Die Quote der Erstgeburten wurde von zuständigen Stellen euphemistisch mit 85 % angegeben, lag aber häufig bei nur 50 %. Nur in den Städten war die Ein-Kind-Politik relativ erfolgreich. In Stadt und Land erschwerte die Privatisierung der Wirtschaft Durchsetzung sowie Kontrolle.

## Sukzessive Lockerungen und Beendigung
Ursache der Probleme bei der Durchsetzung der Ein-Kind-Politik in ländlichen dünn besiedelten Regionen waren auch konfuzianische Tradition und die unverzichtbare wirtschaftliche Bedeutung von Söhnen als Alterssicherung für die Eltern (auf dem Land gab es keine andere). So gab es hier sehr bald erste Ausnahmeregelungen, dass Bauernfamilien ein zweites Kind haben durften, wenn das Erstgeborene ein Mädchen war.
In den folgenden Jahren wurden die Regelungen immer weiter gelockert, so durften ab April 2004 in Shanghai Geschiedene und wiederverheiratete Partner Nachwuchs bekommen, auch wenn sie schon ein Kind aus einer früheren Ehe hatten. Auch Paare, bei denen beide Elternteile selbst Einzelkinder sind, durften seitdem ein zweites Kind haben, seit 2013 auch Paare, bei denen nur ein Partner Einzelkind ist. Der Ausnahmen-Katalog wurde auf allen Ebenen bis hinab zu Dorf und Betrieb redigiert und ergänzt, so dass neben dem stetig zunehmenden Umfang sich auch erhebliche regionale Unterschiede ergaben.
Mit Wirkung ab Januar 2016 erklärte das Zentralkomitee der Kommunistischen Partei die Ein-Kind-Politik offiziell für beendet, seitdem darf jedes Paar zwei Kinder haben. Die Zeit schrieb 2015: „Aber: Bereits die [bisherige] Lockerung der Ein-Kind-Politik hat nicht zu einem massiven Anstieg der Geburtenrate geführt.“ Nach der Veröffentlichung der jüngsten Volkszählungsergebnisse beschloss die Kommunistische Partei Ende Mai 2021, es verheirateten Paaren in Zukunft zu erlauben, bis zu drei Kinder zu bekommen.

## Auswirkungen
Die aus westlicher Sicht umstrittene Regelung hatte nach Angaben der chinesischen Regierung in den Jahren von 1994 bis 2004 die Zahl der Geburten um 300 Millionen verringert. Das Ziel, die Bevölkerungszahl Chinas auf maximal 1,2 Mrd. Menschen zu begrenzen, wurde bis Ende 2018 dennoch um etwa 194 Mio. überschritten. Dazu trägt auch bei, dass seit der Einführung der Politik, die zeitlich mit umfangreichen wirtschaftlichen Liberalisierungen zusammenfiel, die Lebenserwartung um knapp 15 Jahre auf 78,2 Jahre im Jahr 2021 anstieg. Das Bevölkerungswachstum ist derzeit gering – von 2005 bis 2018 zwischen 0,52 und 0,54 Prozent pro Jahr – aber noch knapp positiv und wurde für das Jahr 2019 auf 0,52 Prozent geschätzt. Allerdings wird von Kritikern angemerkt, dass die Daten geschönt sein könnten und bereits heute ein Schrumpfungsprozess stattfinde. Für den Zeitraum zwischen 2030 und 2035 wird auch von der Hauptabteilung Wirtschaftliche und Soziale Angelegenheiten der Vereinten Nationen (UN DESA) eine Umkehr zu einer negativen Bevölkerungs-Wachstumsrate erwartet. Zu berücksichtigen ist dabei die oben erwähnte unsichere Datenlage bis hinein in die chinesische Führung. So meinen manche Wissenschaftler, dass das Maximum der chinesischen Bevölkerung bereits 2025 oder sogar schon 2018 erreicht wird/wurde. Tatsächlich wurde das Maximum der chinesischen Bevölkerung, das heißt eine höhere Sterberate als Geburtenrate, laut Staatlichem Amt für Statistik der Volksrepublik China 2021 erreicht. Forscher erwarten, dass sich in den nächsten Jahrzehnten die Bevölkerung Chinas stark reduzieren und bis zum Jahr 2100 halbieren wird, womit China eines der am stärksten von demographischer Schrumpfung betroffenen Länder wäre.

## Soziale Folgen

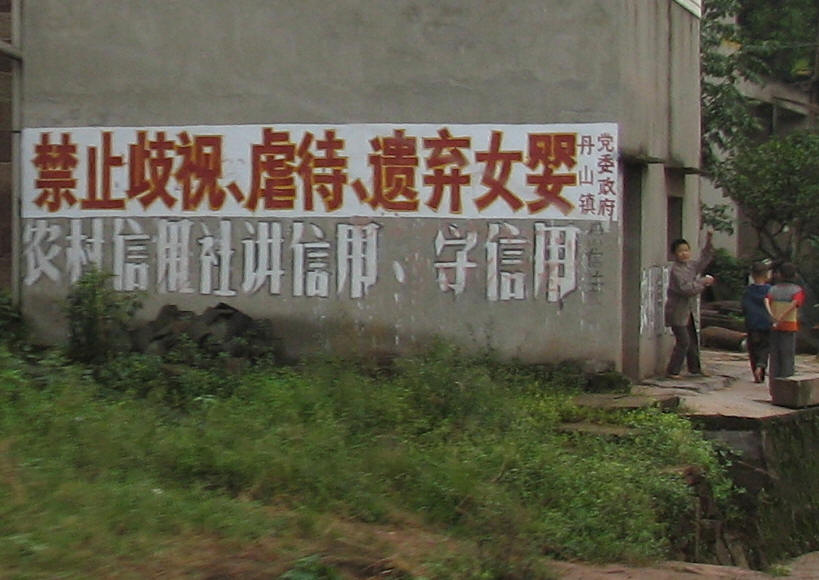
Parole in 丹山 (Dānshān) im ländlichen Sichuan, Jìnzhǐ qíshì, nüèdài, yíqì nǚyīng

Die Ein-Kind-Politik hat außer den Spannungen durch die Zwangsausführung auch andere soziale Probleme erzeugt. Das bekannteste Problem ist – vor allem in den Städten – die Entstehung einer Generation von Einzelkindern (chinesisch 小皇帝, Pinyin xiǎo huángdì – „kleiner Kaiser“), die besonders von ihren Eltern und Großeltern verwöhnt werden und so wenig Sozialkompetenz entwickeln können. Das zweite Problem ist die Überalterung der Gesellschaft. Zusammen mit dem Umbruch, den die wirtschaftliche Dynamik erzeugt hat und der die sozialen Beziehungen der Menschen (Auflösung der Großfamilie) stark verändert hat, kann das in der Zukunft zu großen Problemen (zum Beispiel bei der Rente oder in der Gesundheitsversorgung) führen. Der demographische Wachstumsbonus durch wenige Kinder kehrt sich dann in das Gegenteil um. Allerdings gilt das in erster Linie für die Stadtbevölkerung. Die Bevölkerung der ländlichen Regionen setzte die Ein-Kind-Politik nicht annähernd so strikt um, so dass die Bevölkerungsstruktur dort weniger schnell überaltern wird.
Die Ein-Kind-Politik in Verbindung mit der konfuzianischen Tradition, die männliche Erblinie zu erhalten, hat zu einem Ungleichgewicht zwischen den Geburtenzahlen von Jungen und Mädchen geführt: Kamen 1982 bereits 108,5 geborene Jungen auf 100 geborene Mädchen, ist dieses Verhältnis 2009 auf gut 120 zu 100 gestiegen, weil häufig Schwangerschaften mit weiblichen Embryonen und Föten abgebrochen werden (siehe geschlechtsselektive Abtreibung). Zeitweilig kamen auf 100 Lebendgeborene 30 bis 50 Abtreibungen. Oft werden auch Mädchen in Waisenhäuser gegeben (in schlimmeren Fällen sind auch Tötungen durch die Eltern vorgekommen). In den 1990er Jahren wurde bekannt, dass die Kinder dort vernachlässigt werden und es dadurch zu zahlreichen Todesfällen kommt. Daraus resultiert ein Mädchenmangel, der auf lange Sicht zu dem Problem führen wird, dass viele Männer keine Frau finden werden. Die chinesische Regierung hat mit einem Verbot reagiert, welches untersagt, das Geschlecht des Ungeborenen zu bestimmen. So müssen Ärzte und auch Eltern mit hohen Geldstrafen in Höhe eines Jahresgehalts (bis zu 30.000 Yuan), manchmal auch mit Gefängnisstrafen rechnen, wenn sie das Geschlecht des Kindes per Ultraschall untersuchen.
Eine weitere Folge der Ein-Kind-Politik ist die Zunahme von Menschenhandel, sowohl in China als auch in angrenzenden Regionen.
Aufgrund dieser dramatischen gesellschaftlichen Folgen wird die Ein-Kind-Politik von Experten als schlimmster politischer Fehler der Nach-Mao-Ära gesehen.

## Ein- oder Zwei-Kind-Politik in anderen Staaten
Die vietnamesische Regierung beschloss 1988 eine Zwei-Kind-Politik, die allerdings nicht rigide umgesetzt wurde.